# Michael Aures
Michael Aures (geboren als Georg Aures; * 27. November 1888 in Amberg; † 4. Oktober 1982 in Nürnberg) war ein deutscher Musikpädagoge am Nürnberger Konservatorium, Zithervirtuose und Komponist von ca. 30 volkstümlicher Musikstücken. 

## Leben
Michael Aures wurde in Amberg als Sohn Georg des Musikers Georg Aures geboren. In den 1890er Jahren zog die Familie Aures nach Nürnberg. Als Rufname und Künstlername wählte er Michael Aures. Doch in offiziellen Dokumenten musste er sich Georg Aures nennen.
Er wurde Musiklehrer für Gitarre und Akkordeon am Nürnberger Konservatorium. (1883 wurde die „Städtische Musikschule“ errichtet, für die ein eigenes Gebäude am Maxplatz 50 errichtet wurde, das 1894 bezogen werden konnte. Der von 1914 bis 1934 amtierende Direktor Carl Rorich baute die Institution zu einer vollwertigen Musikfachschule aus. Seit 1919 besaß sie den Status eines „Städtischen Konservatoriums der Musik“. Von 1939 bis 1946 hieß es: „Landesmusikschule“.  Das Gebäude wurde im Zweiten Weltkrieg zerstört.) 
Privat lehrte Michael Aures Zitherspielen, denn dieses Instrument wurde nicht im Konservatorium unterrichtet.
Er war Vorsitzender der Vereinigung der Zither- und Gitarrenlehrer in Nürnberg, Fürth und Umgebung mit Sitz in Nürnberg, gegründet am 20. Oktober 1926. Geprobt wurde in einem Lokal am Kettensteg. 1933 löste sich der Verein auf. 
Michael Aures war Mitglied der elitären Zithergesellschaft „Münchner Kindl“, die 1906 gegründet worden war. Ein Antragsteller auf Mitgliedschaft musste erst vorspielen und nur wenn das Gremium die Qualität seines Spiels für gut befunden hatte, konnte über eine Aufnahme zur Probe entschieden werden.
Mit Franz Heinrich, dem Vorsitzenden des Nürnberger Zitherbundes in den 1920er Jahren, hat er in den 1920er- und 1930er-Jahren jeden Sonntag im Hotel Deutscher Kaiser, Königstr. 55, zum Nachmittagstee aufgespielt. Zusammen mit einem dritten Zitherspieler und ergänzt mit einer Gitarre haben sie regelmäßig als Quartett vor Publikum gespielt. Das Grammophon war schon erfunden, wurde aber in der öffentlichen Unterhaltungsmusik nicht verwendet.
Er war mit Rosl verheiratet, hatte aber keine Kinder. Auch als Rentner unterrichtete er bis ins hohe Alter in seiner Privatwohnung im Bleiweißviertel Zither und Gitarre. Michael Aures war stolz darauf, dass er bei einem Mini-Mundharmonika-Wettbewerb den ersten Preis gewonnen hatte, und zwar eine Mini-Mundharmonika, auf der er seinen Schülern und Gästen gerne vorspielte.
Mit 87 Jahren musste er nach Gibitzenhof in die Wattstraße umziehen, da das mehrstöckige Mietshaus in der Augustenstraße (ohne Badezimmer, aber mit einer Gemeinschaftstoilette in jedem Stockwerk) abgerissen wurde. Am 4. Oktober 1982 starb Michael Aures mit 93 Jahren als letzter der Generation herausragender Zitherinterpreten der Stadt Nürnberg. Mit ihm ging eine Epoche zu Ende, die heute kaum noch jemand kennt.
In den Stadtadressbüchern ist er zu finden:
- Aures Georg, Musiker, wohnt in der Schützenstraße 2/I. (Stadtadressbuch von 1922);
- Aures Georg, Musiker, und Aures Michael Georg, Musiklehrer, wohnen in der Schützenstraße 2/I. (Stadtadressbuch von 1939);
- Aures Georg, Musiklehrer, wohnt in der Augustenstraße 3. (Stadtadressbücher von 1949, 1952, 1962 und 1974);
- Aures Georg (ohne Berufsangabe) wohnt in der Wattstraße 3. (Stadtadressbücher von 1975 und 1979).

Bei Heinrich Schiede, Lexikon für das Zither- und Saitenspiel, München, 1994, steht: 
„Aures Michael, Nürnberg, * 27. September 1888 - (?). Musiklehrer am Städtischen Konservatorium Nürnberg, Zithersolist Nürnberger Kammerquartett, Komponist unterhaltender Kunstmusik.“ Das Geburtsdatum von Michael Aures ist nicht richtig angegeben.

## Kompositionen (Auswahl)
- Alpengrüße;
- Ländler-Weisen;
- Am Abend in der Stub‘n;
- Libelle, 2stimmig;
- Am Springbrunnen;
- Marionetten;
- Bergfrühling, Romanze;
- Ros’l Polka;
- Bergkraxler, 2stimmig;
- Rottaler Volksmelodien;
- Erinnerung an Herkulesbad;
- Rucksack voller Ländler;
- Erinnerung an Salzburg;
- Spaziergang im Erzgebirge;
- Fantasie, Caprice;
- Tanz-Ländler;
- Gebirgsweise;
- Tiroler Jodler-Marsch;
- Gruß an Tegernsee, Marsch;
- Unter bayerischem Himmel.

Seine Werke veröffentlichte er unter dem Namen Michael Aures. 

## Bekannte Schüler
- Olaf Detlefsen, staatlich anerkannter Instrumentallehrer für Konzertzither;
- Werner Wittig, Biograph von Michael Aures.